# Лэндсмэн, Дэвид
Дэвид Лэндсмэн (англ. David Maurice Landsman; р. 23.08.1963) — британский дипломат.
Степень PhD в лингвистике получил в кембриджском Клэр-колледже (темой его тезисов была диглоссия в современной Греции).
Службу в Форин-офис начал с 1990 года в южно-европейском департаменте.
В 2001—2003 годах посол Великобритании в Албании.
В 2006—2008 годах работал в "De La Rue".
В 2009—2013 годах посол Великобритании в Греции.
Награды: OBE (2001).